# Karol Borhý
Karol Borhý est un entraîneur de football tchécoslovaque et slovaque, né le 23 juin 1912 à Budapest et mort le 9 janvier 1997 à Lučenec.

## Biographie
Il est le sélectionneur de l'équipe nationale tchécoslovaque qui participe à la phase finale de la Coupe du monde 1954.

## Carrière
- 1953-1954 :  Tchécoslovaquie
- 1957-1961 :  CH Bratislava
- 1961-1962 :  Slovan Bratislava
- 1962-1965 :  TTS Trenčín
- 1969-1970 :  TTS Trenčín